# Chiesa di San Giovanni Apostolo ed Evangelista (Cermignano)
La chiesa di San Giovanni Apostolo ed Evangelista è il principale luogo di culto di Montegualtieri, frazione di Cermignano, in provincia di Teramo.

## Descrizione
L'interno è stato costruito ad aula unica con abside quadrata. È presente un dipinto olio su tela L'adorazione dei pastori, del pittore Franco Tommarelli.